# Rhynchosia buchananii
Rhynchosia buchananii är en ärtväxtart som beskrevs av Hermann August Theodor Harms. Rhynchosia buchananii ingår i släktet Rhynchosia och familjen ärtväxter. Inga underarter finns listade i Catalogue of Life.